# برون‌برگشتگی
برون‌برگشتگی  یا اکتروپیون (به انگلیسی: Ectropion) که شتره هم نامیده می‌شود عبارت است از برگشتگی لبه پلک (معمولاً پلک پایین) و مژهها به سمت بیرون چشم (سطح چشمی پلک به سمت بیرون قرار گیرد) که معمولاً دوطرفه است.
علایم بیماری: برگشتگی پلک به سوی بیرون (معمولاً پلک پایین) که ظاهری نازیبا دارد، التهاب پلک (درد، قرمزی و تورم)، خشکی و سوزش چشم در اثر بیرون ریختن قطرات اشک.
علل بیماری: شایعترین علت برون‌برگشتگی، شل شدن بافت پلک و ضعیف شدن عضلات پلک (عضله حلقوی دور چشم) در اثرافزایش سن است ولی علل دیگری مانند موارد مادرزادی، فلج عصب هفتم صورت (فاسیال)، تومورهای پلکی، بیماریهای پوستی (مثل درماتیت)، سوختگی و اسکار (جمع شدن بافت جوشگاهی)، و درگیری پلک نیز رخ می‌دهد. بیماری در سگها نیزدیده می‌شود.
عوارض احتمالی: آسیب به قرنیه در اثر خشکی چشم

## درمان
معمولاً با جراحی ترمیمی قابل درمان است. انجام یک جراحی کوچک (با بی‌حسی موضعی) برای برقراری کشش مناسب در پلک و اصلاح شل شدگی است.
برای تخفیف التهاب و ناراحتی، روزانه چندین بار کمپرس گرم روی پلک‌ها بگذارید. (قرار دادن پارچه گرم و مرطوب را به مدت ۱۵–۱۰ دقیقه روی چشم بسته). اگر در معرض باد یا آلاینده‌ها قرار می‌گیرید، از عینک برای محافظت از چشم استفاده کنید. در صورتی‌که مجاری اشکی صدمه دیده باشند احتمال ادامه اشک‌ریزی وجود خواهد داشت. از این‌رو گاهی انجام عمل جراحی دومی جهت اصلاح مجاری اشکی الزامی است. موارد خفیف برون‌برگشتگی ممکن است با انجام کوتر توسط پزشک بهبود یابد.
داروها: استفاده از پمادهای مرطوب‌کننده چشم و قطره اشک مصنوعی تا زمان جراحی، آنتی‌بیوتیک در صورت وجود عفونت.